# Cosmorhoe caeruleotaenia
Cosmorhoe caeruleotaenia är en fjärilsart som beskrevs av Franz Dannehl 1933. Cosmorhoe caeruleotaenia ingår i släktet Cosmorhoe och familjen mätare. Inga underarter finns listade i Catalogue of Life.